# Резолюция Совета Безопасности ООН 1030
Резолюция Совета Безопасности Организации Объединённых Наций 1030 (код — S/RES/1030), принятая 14 декабря 1995 года, сославшись на предыдущие резолюции 968 (1994) и 999 (1995) о ситуации в Таджикистане, Совет продлил мандат Миссии наблюдателей ООН в стране (МНВТ) до 15 июня 1996 года и рассмотрел процесс национального примирения в стране.
В столице Душанбе начались переговоры между правительством и оппозицией, что приветствовалось Советом безопасности. Главной обязанностью сторон было урегулировать свои разногласия самостоятельно, и международная поддержка зависела от их усилий в этом направлении. Обе стороны обязались добиваться мирного примирения путем уступок и компромиссов. Совет также обратил внимание на неприемлемость военных действий на границе с Афганистаном.
Мандат МНООНТ был продлен до 15 июня 1996 года при условии, что Тегеранское соглашение и прекращение огня останутся в силе, а стороны будут привержены национальному примирению и продвижению демократии. Генеральному секретарю Бутросу Бутросу-Гали было предложено докладывать о ситуации каждые три месяца.
Была выражена обеспокоенность медленным прогрессом в мирных переговорах и подчеркнута необходимость немедленного осуществления мер по укреплению доверия. Поощрялся прямой диалог между президентом Эмомалием Рахмоном и лидером Движения исламского возрождения. Стороны, МНООНТ, миротворческие силы Содружества Независимых Государств, пограничные войска и миссия Организации по безопасности и сотрудничеству в Европе также были призваны к более тесному сотрудничеству.